# غيرلينغن
غرلينغن (بالألمانية: Gerlingen) هي مدينة وبلدة ألمانية تقع في ألمانيا في لودفيغسبورغ. يقدر عدد سكانها بـ 18,873 نسمة .

## المدن التوأمة
مدن فيزول، تاتا (المجر) وSeaham هي مدن توأمة لـغرلينغن.

## أعلام
- جوهانس زيمارمان
- روبرت بوش جونيور